# Jean-Philippe Dojwa
Jean-Philippe Dojwa (Elbeuf sur Seine, Sena Marítim, 7 d'agost de 1967) va ser un ciclista francès, que fou professional entre 1991 i 1998 Del seu palmarès destaca la victòria a la Volta a Luxemburg de 1992. Quan era amateur va guanyar la medalla de bronze al Campionat del Món en ruta per darrere dels italians Mirco Gualdi i Roberto Caruso.

## Palmarès
- 1990
  - 1r a la Ruta de França
  - 1r al Tour de Corrèze
- 1992
  - 1r a la Volta a Luxemburg
  - 1r a la Côte picarde

## Resultats al Tour de França
- 1993. 15è de la classificació general
- 1994. Abandona (13a etapa)
- 1997. Abandona (15a etapa)

## Resultats a la Volta a Espanya
- 1991. Abandona